# António Queirós Martins
António José Barros de Queiroz Martins (Estremoz, 23 de março de 1945 – Lisboa, 12 de setembro de 2010) foi um político português. Ocupou o cargo de Ministro do Trabalho no VIII Governo Constitucional. Bem como o cargo de chefe de gabinete e secretário de estado no VII e VI Governos Constitucionais portugueses.
Filho de pai jurista. Licenciou-se em Direito pela Faculdade de Direito de Lisboa na qual veio mais tarde a ser monitor. Foi Presidente da CP. A sua experiência empresarial estendeu-se por várias empresas como o TLP e a PT.
Morreu, de forma fulminante, vítima de cancro nos pulmões em Setembro de 2010.

## Funções governamentais exercidas
- VIII Governo Constitucional
  - Ministro do Trabalho